# مسجد ريكيافيك
مسجد ريكيافيك (بالآيسلندية: Moskan í Reykjavík)‏: هو مسجد ومنطقة تجمع للمسلمين في أيسلندا. يقع في منطقة أرمولي. تم افتتاح المسجد في 2002 من قبل جمعية مسلمي أيسلندا؛ بعد أن طلبت من حكومة المدينة الحصول على إذن لبناء مسجد مخصص لهذا الغرض في 2000، دون استجابة سريعة.

## الخدمات
تُقام فيه صلاة الجمعة كل أسبوع، كما أنه مفتوح لجميع الصلوات الأخرى خلال النهار من الفجر إلى العشاء. في أيام الأحد، توجد دروس قرآنية للأطفال من مختلف الأعمار. توجد أيضًا اجتماعات لمواضيع مختلفة للمسلمين في أيسلندا.

## مسجد جديد
تم الحصول على تصريح لبناء مسجد مخصص لهذا الغرض لأول مرة في 1999. سمحت حكومة المدينة بقطعة أرض أصغر بكثير مما هو مطلوب لكنها لم توافق على خطط البناء. توقف المشروع عندما ارتبطت الموافقة على الأراضي الإضافية وإحراز مزيد من التقدم بالموافقة على الكنيسة الأرثوذكسية الروسية المجاورة. تمت الإشارة إلى هذا التأخير خاصةً كعلامة محتملة على التحيز ضد المسلمين من قبل ECRI (اللجنة الأوروبية لمناهضة العنصرية والتعصب) في تقرير حقوق الإنسان في أيسلندا في 2007". في 6 يوليو 2013، أعطى مجلس مدينة ريكيافيك، بقيادة يون غنار، الإذن ببناء مسجد مخصص لهذا الغرض بمساحة 800 متر مربع في ريكيافيك، بسقف لا يزيد عن تسعة أمتار ومئذنة بطول عشرة أمتار. من المقرر أن يضم المسجد قاعة للصلاة ومكتبة ومركز معلومات وربما مطعمًا.
وفقًا لرئيس رابطة مسلمي أيسلندا، إبراهيم سفيرير أغنارسون، "آمل أن يكون المسجد بمثابة بيان لليبرالية، مفتوح للجميع، مكان حيث يمكن لعامل من شمال إفريقيا أن يصلي بجوار رجل أعمال أمريكي".
في 2010، قال سلمان التميمي:" إن جمعية المسلمين في أيسلندا لن تقوم أبدًا بجمع الأموال من الخارج لبناء المسجد الجديد." ومع ذلك، قال خليفته:" إن الأموال المخصصة للمسجد سيتم جمعها من الخارج، بما في ذلك المسلمين في الكويت والإمارات العربية المتحدة."
في 2015، أعرب رئيس أيسلندا، أولافور راغنار غريمسون، عن قلقه من أن التمويل السعودي لمسجد ريكيافيك سيُغذي التطرف الإسلامي في أيسلندا، وقد "صدم إلى درجة الشلل؛ عندما علم في مارس الماضي، في اجتماع مع سفير المملكة العربية السعودية"؛ بأن حكومة المملكة العربية السعودية قررت التدخل في الحياة الدينية الأيسلندية من خلال التبرع بمليون دولار أمريكي للمسجد المخطط له.

## أنظر أيضا
- الإسلام في أيسلندا
- قائمة أقدم المساجد حسب القارة